# Australophiloscia societatis
Australophiloscia societatis är en kräftdjursart som först beskrevs av Maccagno 1932.  Australophiloscia societatis ingår i släktet Australophiloscia och familjen Philosciidae. Inga underarter finns listade i Catalogue of Life.